# Anders (stand-up)
|  | Sammenskrivningsforslag Artiklen Anders (stand-up) er foreslået føjet ind i Anders Matthesen. (Siden august 2018) Diskutér forslaget |

 - kan alle disse shows bære selvstændige artikler
 For alternative betydninger, se Anders (flertydig). (Se også artikler, som begynder med Anders)
Anders er et stand-up show af stand-up-komikeren Anders Matthesen og hans sjette i rækken. Anden turnerede med showet fra november 2012 til januar 2013, og det blev udgivet på dvd i 2013.
Showet er et personligt indblik i Anders' tilværelse, både som privat person og professionel komiker, og skildrer den sammensatte identitet, de to roller er vokset sammen til.